# Zlatá Tretra 2010
49. Zlatá Tretra – mityng lekkoatletyczny, który odbył się w Ostrawie 27 maja 2010 roku. Podobnie jak w latach ubiegłych, konkursy rzutu młotem kobiet i mężczyzn odbyły się dzień przed głównymi zawodami. Mityng był kolejną odsłoną prestiżowego cyklu World Challenge Meetings.
Podczas biegów na 100 metrów mierzono zawodnikom oficjalne międzyczasy na odcinku 100 jardów. Zarówno w eliminacjach, jak i w biegu finałowym Jamajczyk Asafa Powell poprawiał rekord świata na tym dystansie (9,09 i 9,07 s). Również rodaczka Powella – Shelly-Ann Fraser uzyskała najlepszy w historii światowej lekkoatletyki rezultat w biegu na 100 jardów – 10,15 s, jednak ten wynik został później anulowany z powodu wykrycia u zawodniczka niedozwolonych środków.

## Rezultaty

### Mężczyźni
| Konkurencja:               | 1. miejsce           | Wynik      | 2. miejsce            | Wynik   | 3. miejsce         | Wynik   |
| Bieg na 100 m              | Asafa Powell         | 9,83 WL    | Lerone Clarke         | 10,18   | Dexter Lee         | 10,20   |
| Bieg na 300 m              | Usain Bolt           | 30,97 WL   | Jermaine Gonzales     | 32,49   | Jonathan Borlée    | 32,50   |
| Bieg na 800 m              | David Lekuta Rudisha | 1:44,03    | Boaz Kiplagat Lalang  | 1:45,02 | Marcin Lewandowski | 1:45,04 |
| Bieg na 3000 m             | Yusuf Kibet Biwott   | 7:31,68 WL | John Kemboi Cheruiyot | 7:42,16 | Bernard Lagat      | 7:32,49 |
| Bieg na 110 m przez płotki | Dayron Robles        | 13,12      | Tyrone Akins          | 13,48   | Petr Svoboda       | 13,55   |
| Bieg na 400 m przez płotki | Kerron Clement       | 48,69      | David Greene          | 49,05   | Isa Phillips       | 49,16   |
| Rzut młotem                | Krisztián Pars       | 79,15      | Dilszod Nazarow       | 78,69   | Siergiej Litwinow  | 77,64   |
| Rzut oszczepem             | Petr Frydrych        | 88,23 WL   | Martin Benák          | 76,42   | Jakub Vadlejch     | 74,10   |

### Kobiety
| Konkurencja:               | 1. miejsce              | Wynik       | 2. miejsce             | Wynik    | 3. miejsce          | Wynik    |
| Bieg na 100 m              | Chandra Sturrup         | 11,13       | Sheri-Ann Brooks       | 11,17    | Jewgienija Polakowa | 11,36    |
| Bieg na 400 m              | Denisa Rosolová         | 50,85       | Shericka Williams      | 51,13    | Rosemarie Whyte     | 51,28    |
| Bieg na 800 m              | Yvonne Hak              | 2:00,53     | Egle Balciünaité       | 2:00,55  | Lenka Masná         | 2:01,06  |
| Bieg na 10 000 m           | Meselech Melkamu        | 31:04,52 WL | Pauline Korikwiang     | 31:06,29 | Jéssica Augusto     | 31:19,15 |
| Bieg na 100 m przez płotki | Priscilla Lopes-Schliep | 12,69       | Delloreen Ennis-London | 12,73    | Danielle Carruthers | 12,77    |
| Skok wzwyż                 | Chaunté Howard Lowe     | 1,98        | Levern Spencer         | 1,92     | Blanka Vlašić       | 1,92     |
| Skok o tyczce              | Tatiana Połnowa         | 4,56        | Anastazja Szwedowa     | 4,41     | Anastazja Sawczenko | 4,21     |
| Rzut młotem                | Anita Włodarczyk        | 75,74 WL    | Betty Heidler          | 75,25    | Daria Pczelnik      | 73,00    |
| Rzut oszczepem             | Martina Ratej           | 64,68       | Barbora Špotáková      | 62,94    | Madara Palameika    | 58,62    |